# Resolutie 875 Veiligheidsraad Verenigde Naties
Resolutie 875 van de Veiligheidsraad van de Verenigde Naties werd unaniem aangenomen op 16 oktober 1993. De resolutie vroeg de VN-lidstaten om maatregelen te treffen teneinde het handelsembargo tegen Haïti af te dwingen.

## Achtergrond
Na decennia onder dictatoriaal bewind won Jean-Bertrand Aristide in december 1990 de verkiezingen in Haïti. In september 1991 werd hij met een staatsgreep verdreven. Nieuwe verkiezingen werden door de internationale gemeenschap afgeblokt waarna het land in de chaos verzonk. Na Amerikaanse bemiddeling werd Aristide in 1994 in functie hersteld.

## Inhoud
De Veiligheidsraad:
- bevestigt de resoluties 841, 861, 862, 867 en 873;
- neemt nota van de resoluties van de ministers van Buitenlandse Zaken van de Organisatie van Amerikaanse Staten (OAS) en resolutie CP/RES.594 (923/92) en de resolutie en verklaringen van de Permanente Raad van de OAS;
- is bezorgd omdat de komst van de UNMIH-missie gehinderd blijft en het Haïtiaanse leger zijn verantwoordelijkheden om de missie toe te laten haar werk te beginnen niet heeft uitgevoerd;
- veroordeelt de moord op ambtenaren van de regering van Jean-Bertrand Aristide;
- neemt nota van Aristides brief waarin hij vraagt de lidstaten op te roepen de maatregelen van resolutie 873 te versterken;
- denkt aan het rapport van secretaris-generaal Boutros Boutros-Ghali, dat meedeelde dat de militaire autoriteiten in Haïti, inclusief de politie, het (vredes)akkoord niet zijn nagekomen;
- bevestigt dat dat een bedreiging is voor de vrede en veiligheid in de regio;
- handelt onder Hoofdstuk VII en VIII van het Handvest van de Verenigde Naties.

1. roept lidstaten op om maatregelen te nemen met als doel de strikte naleving van de provisies van de resoluties 841 en 873 te verzekeren, in het bijzonder door schepen te inspecteren;
2. bevestigt bereid te zijn om verdere maatregelen te nemen om de naleving van zijn resoluties te verzekeren;
3. besluit om actief op de hoogte te blijven.

## Verwante resoluties
- Resolutie 867 Veiligheidsraad Verenigde Naties
- Resolutie 873 Veiligheidsraad Verenigde Naties
- Resolutie 905 Veiligheidsraad Verenigde Naties (1994)
- Resolutie 917 Veiligheidsraad Verenigde Naties (1994)

Lijst ·  800 ·  801 ·  802 ·  803 ·  804 ·  805 ·  806 ·  807 ·  808 ·  809 ·  810 ·  811 ·  812 ·  813 ·  814 ·  815 ·  816 ·  817 ·  818 ·  819 ·  820 ·  821 ·  822 ·  823 ·  824 ·  825 ·  826 ·  827 ·  828 ·  829 ·  830 ·  831 ·  832 ·  833 ·  834 ·  835 ·  836 ·  837 ·  838 ·  839 ·  840 ·  841 ·  842 ·  843 ·  844 ·  845 ·  846 ·  847 ·  848 ·  849 ·  850 ·  851 ·  852 ·  853 ·  854 ·  855 ·  856 ·  857 ·  858 ·  859 ·  860 ·  861 ·  862 ·  863 ·  864 ·  865 ·  866 ·  867 ·  868 ·  869 ·  870 ·  871 ·  872 ·  873 ·  874 ·  875 ·  876 ·  877 ·  878 ·  879 ·  880 ·  881 ·  882 ·  883 ·  884 ·  885 ·  886 ·  887 ·  888 ·  889 ·  890 ·  891 ·  892